# AS Deruta
AS Deruta is een Italiaanse voetbalclub uit Deruta die in de Serie D/E speelt. De club werd opgericht in 1926.